# صحيح ابن خزيمة
صحيح ابن خزيمة كتاب من كتب الحديث النبوي، من كتب الحديث المعتبرة عند أهل السنة والجماعة، ويعتبر بالإضافة إلى صحيح ابن حبان والمستدرك على الصحيحين للحاكم النيسابوري من أهم الكتب التي ألّفت في الصحيح المجرد بعد الصحيحين للبخاري ومسلم.
واسم الكتاب الإصلي هو: (مختصر المختصر من المسند الصحيح عن النبي بنقل العدل عن العدل موصولا إليه من غير قطع في أثناء الإسناد ولا جرح في ناقلي الأخبار) ويتبين لنا منه أنه مؤلفه ابن خزيمة قد اشترط أنه لا يُخرج فيه إلا حديثا صحيحا عنده، رواته ثقات عدول، وإسناده متصل غير منقطع.

## مكانته العلمية
ويحتل صحيح ابن خزيمة مكانة رفيعة بين كتب الحديث، وأهمية هذا الكتاب تظهر من خلال صحة أحاديثه ومكانة مؤلفه العلمية وجلالته في العلوم الإسلامية. ويعتبر صحيح ابن خزيمة أصح الصحاح السبعة بعد الصحيحين للبخاري ومسلم.
وقال المناوي نقلا عن الحازمي: «صحيح ابن خزيمة أعلى رتبة من صحيح ابن حبان لشدة تحريه، فأصح من صنّف في الصحيح بعد الشيخين، ابن خزيمة فابن حبان فالحاكم»
وقال السيوطي: «صحيح ابن خزيمة أعلى مرتبة من صحيح ابن حبان، لشدة تحرّيه، حتى انه يتوقف في التصحيح لأدنى كلام في الإسناد»

## شيوخ ابن خزيمة في صحيحه
وعدد المرويات في طبعة دار التأصيل هو (3573) وعدد الشيوخ (287)،
| التسلسل | الشيخ              | عدد مروياته |
| ------- | ------------------ | ----------- |
| 1       | بندار              | 560         |
| 2       | الذهلي             | 301         |
| 3       | عبد الجبار         | 223         |
| 4       | يعقوب الدورقي      | 222         |
| 5       | الزمن              | 206         |
| 6       | يونس الصدفي        | 178         |
| 7       | يوسف القطان        | 154         |
| 8       | سلم بن جنادة       | 146         |
| 9       | أحمد بن عبدة الضبي | 143         |
| 10      | سعيد بن عبد الرحمن | 122         |
| 11      | محمد بن عبد الأعلى | 107         |
| 12      | علي بن خشرم        | 101         |

## وصلات خارجية
- تحميل الكتاب بصيغة PDF
- تصفح الكتاب على موقع إسلام وب